# سيدي عبد الله بن الشيخ
سيدي عبد الله بن الشيخ هو أبو محمدعبد الله بن الشيخ الفارسي الغلبوني ولد بقصر قرزيم ببلدية بني يخلف عام 1042هـ (1622م) حيث أسس زاويته عام 1080هـ (1660م) وكان يبلغ إذ ذاك 38 سنة. توفي بقصر غلبون عام 1104هـ. يوجد ضريح الشيخ ببني يخلف وهو جد المرابطين الشرفاءالبوشخيين المتواجدين في كل من الساورة ووجدة وأرفود وتكنيت وفي مناطق أخرى من المغرب كسوس وفي وادي الساورة طبعا.
كان ميراث الشيخ المادي محل جدل، فمن حازوه قالوا أنه آل إليهم عن طريق الشراء أما المعارضون فيقولون أن الشيخ قبل وفاته أوقف كل أملاكه لله واستدلوا على ذلك بمخطوط عقد التحبيس.